# Tin-124
Tin-124 of 124Sn is een stabiele isotoop van tin. Het is een van de tien stabiele isotopen van het element, naast tin-112, tin-114, tin-115, tin-116, tin-117, tin-118, tin-119, tin-120 en tin-122. Daarmee is tin het element met het hoogste aantal stabiele isotopen. De abundantie op Aarde bedraagt 5,79%. De isotoop wordt ervan verdacht via een dubbel bètaverval te vervallen tot de stabiele isotoop telluur-124:
{\displaystyle {\ce {{^{124}_{50}Sn}->{^{124}_{51}Sb}+{e^{-}}+{\bar {\nu }}_{e}}}}
{\displaystyle {\ce {{^{124}_{51}Sb}->{^{124}_{52}Te}+{e^{-}}+{\bar {\nu }}_{e}}}}
Tin-124 bezit echter een halfwaardetijd die vele malen groter is dan de leeftijd van het universum en dus kan de isotoop de facto als stabiel beschouwd worden.
99Sn · 100Sn · 101Sn · 102Sn · 102mSn · 103Sn · 104Sn · 105Sn · 106Sn · 107Sn · 108Sn · 109Sn · 110Sn · 111Sn · 111mSn · 112Sn · 113Sn · 113mSn · 114Sn · 114mSn · 115Sn · 115m1Sn · 115m2Sn · 116Sn · 117Sn · 117m1Sn · 117m2Sn · 118Sn · 119Sn · 119m1Sn · 119m2Sn · 120Sn · 120m1Sn · 120m2Sn · 121Sn · 121m1Sn · 121m2Sn · 121m3Sn · 122Sn · 123Sn · 123m1Sn · 123m2Sn · 123m3Sn · 123m4Sn · 124Sn · 124m1Sn · 124m2Sn · 124m3Sn · 125Sn · 125mSn · 126Sn · 126m1Sn · 126m2Sn · 127Sn · 127mSn · 128Sn · 128mSn · 129Sn · 129mSn · 130Sn · 130m1Sn · 130m2Sn · 131Sn · 131m1Sn · 131m2Sn · 132Sn · 133Sn · 134Sn · 135Sn · 136Sn · 137Sn · 138Sn · 139Sn